# Sanaba
Ne doit pas être confondu avec Sanba (Burkina Faso).
Cet article concerne le village chef-lieu. Pour le département et la commune rurale, voir Sanaba (département).
Sanaba est un village du département et la commune rurale de Sanaba, dont il est le chef-lieu, situé dans la province des Banwa et la région de la Boucle du Mouhoun au Burkina Faso.

## Géographie

### Démographie
- En 2003, le village comptait 6 402 habitants estimés[2].
- En 2006, le village comptait 7 112 habitants recensés[1].

## Santé et éducation
La commune accueille un centre de santé et de promotion sociale (CSPS).